# 马扎尔南多尔
马扎尔南多尔（匈牙利語：Magyarnándor）是匈牙利诺格拉德州所辖的一个村。总面积18.67平方公里，总人口1134，人口密度60.7人/平方公里（2011年1月1日）。